# The Game - kunsten at score
|  | Denne artikel er oprettet af botten Steenthbot ud fra en ekstern database. Den kan derfor have sproglige fejl eller mangler. Denne skabelon kan fjernes efter kontrol af indholdet. |

The Game - kunsten at score er en dansk dokumentarfilm instrueret af Simon Lereng Wilmont.

## Medvirkende
- Jacob Mortensen
- Niel Natura
- Max Stanford